# Апушкины
Апушкины (Опушкины) — древний дворянский род.
Восходит к середине XVI века. Разбился на несколько ветвей, из которых более известен род, внесённый в VI часть дворянскую родословную книгу: Костромской, Орловской, Калужской и Смоленской губерний.

## История рода
Известия об этой фамилии начинаются с Василья Апушкина, бывшего рындой при Иоанне Грозном в Полоцком походе (1551). Городовой дворянин Илья Кузьмич, пожалован поместьем от царя Михаила Фёдоровича (1619). Трое Апушкиных убито в Смоленском походе, а двое умерли от ран (1634). Четверо представителей рода владели населёнными имениями (1699).

## Описание герба
В щите, имеющем голубое поле, находится серебряный столп, на нём крестообразно положены колчан со стрелами и лук, а на поверхности изображена дворянская корона и согбенная в латах рука с мечом.
Щит увенчан дворянскими шлемом и короною, на которой видна рука с мечом. Намёт на щите голубой, подложенный золотом. Герб рода Апушкиных внесён в Часть 9 Общего гербовника дворянских родов Всероссийской империи, стр. 36.

## Известные носители
- Апушкин, Александр Аркадьевич — Георгиевский кавалер; старший лейтенант; 3 декабря 1916.
- Апушкин, Александр Николаевич — Георгиевский кавалер; подполковник; № 2620; 4 августа 1813.
- Апушкин, Владимир Александрович (1868—1937) — русский военный юрист, генерал-майор (1917).
- Апушкин, Пётр Васильевич — Георгиевский кавалер; полковник; № 3454; 26 ноября 1819.